# Tossal del Nen
El Tossal del Nen és una muntanya de 361,1 metres que es troba al municipi d'Agramunt, a la comarca catalana de l'Urgell.